# آرثر فنتون
آرثر فنتون (بالإنجليزية: Arthur Fenton)‏ (27 فبراير 1870 في أستراليا - 20 مايو 1950 بملبورن في أستراليا) هو لاعب كريكت أسترالي. لعب مع فريق فكتوريا للكريكت.

## وصلات خارجية
- آرثر فنتون على موقع إي آس بي آن كريك إنفو (الإنجليزية)